# بحيرة اشورست
بحيرة اشورست هي بحيرة تقع على أندرسون ميسا 20 ميلا (32 كم) جنوب شرق سارية العلم. وهي واحدة من البحيرات الطبيعية القليلة في ولاية أريزونا.
على عكس البحيرات ذات الحجم المماثل في المنطقة الوسطى شمال أريزونا، ويتم تغذية أشورست من الينابيع الأكثر موثوقية وسمعة للإبقاء على الماء حتى أثناء فترات الجفاف الطويلة. البحيرة تحتوي على سمك السلمون المرقط، وبالتالي تعتبر وجهة مشتركة للصيادون المحليون . تعتبر بحيرة أشورست أيضا موقع ملائم للصيد في بايك الشمالية. يتم الحفاظ على المرافق الخاضعة لسلطة كوكونينو الوطنية للغابات.
البحيرة تحتوي على اثنين من المخيمات، بحيرة اشورست على الساحل الغربي ومتشعبات الصنوبر على الشاطئ الشرقي.

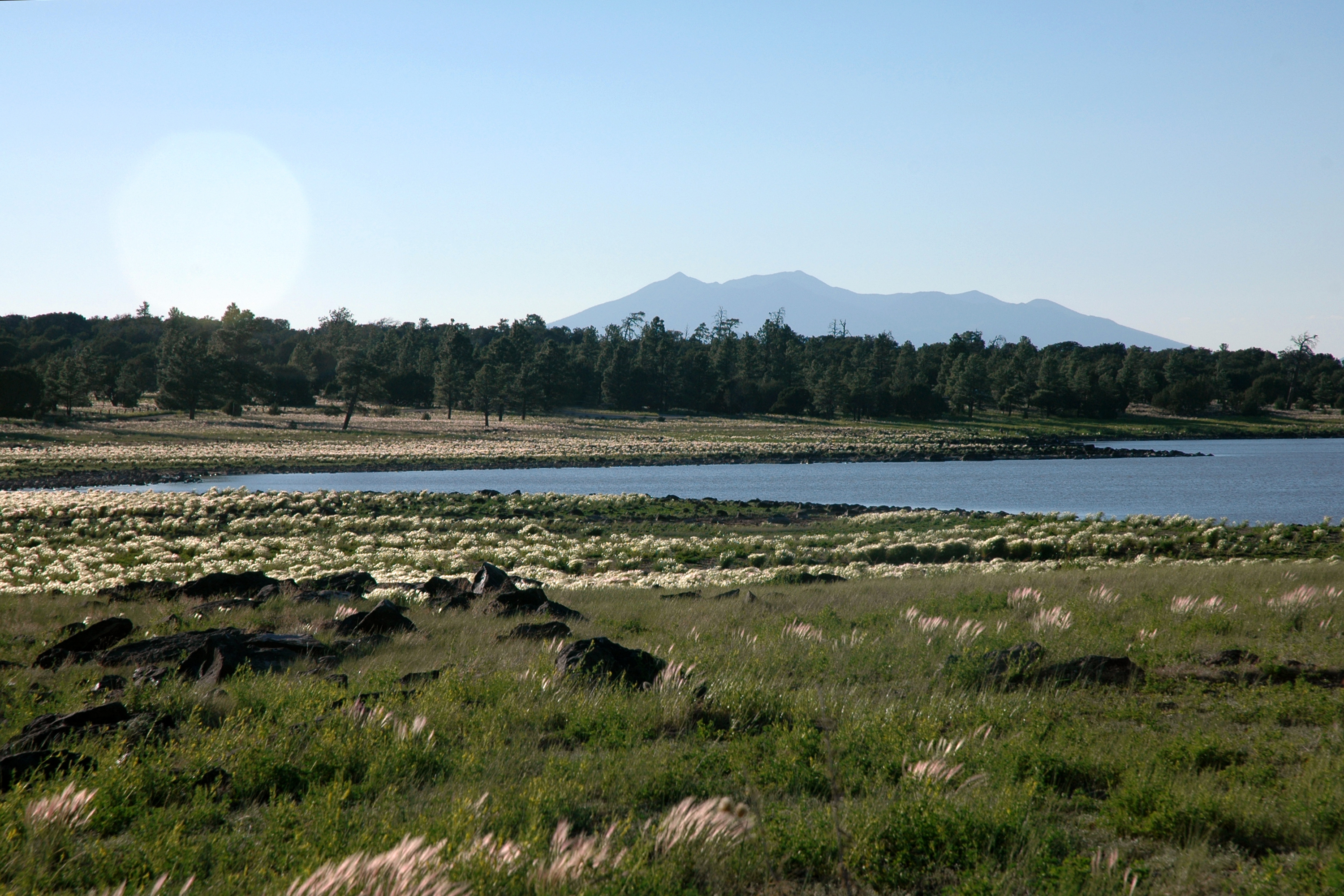
بحيرة اشورست

## وصلات خارجية
- HookedAZ Fishing Community | Ashurst Lake
- Arizona Boating Locations Facilities Map
- Arizona Fishing Locations Map
- Video of Ashurst Lake

‌